# Super Bowl XII
Match précédent Match suivant
Le Super Bowl XII est l'ultime partie de la saison NFL 1977 de football américain (NFL). Le match a eu lieu le 15 janvier 1978 au Superdome de La Nouvelle-Orléans, Louisiane.
Les Dallas Cowboys (12-2) ont remporté le deuxième trophée Vince Lombardi de leur histoire en quatre participations au Super Bowl, en s'imposant 27-10 face aux Denver Broncos (12-2), qui participaient pour la première fois tant aux play-offs qu'à sa finale.
Pour la première fois, deux hommes sont nommés MVP du Super Bowl : le defensive tackle Randy White, et le defensive end Harvey Martin.

## Déroulement du match
| Score          | Q1 | Q2 | Q3 | Q4 | Total |
| Dallas Cowboys | 10 | 3  | 7  | 7  | 27    |
| Denver Broncos | 0  | 0  | 10 | 0  | 10    |